# Michael Heath (natation)
Pour les articles homonymes, voir Heath.
Michael Steward "Mike" Heath, né le 9 avril 1964 à McAllen (Texas), est un nageur américain. Lors des Jeux olympiques d'été de 1984 disputés à Los Angeles, il remporte quatre médailles dont trois en or, aux relais 4 × 100 m nage libre et 4 × 200 m nage libre, battant au passage le record du monde puis au relais 4 × 100 m quatre nages pour avoir participé aux séries, les États-Unis s'imposant en finale. Il s'illustre également en individuel, obtenant la médaille d'argent au 200 m nage libre et terminant quatrième au 100 m nage libre. Michael Heath devient ensuite champion du monde au sein du relais 4 × 100 m nage libre à Madrid en 1986.

## Palmarès

### Jeux olympiques
- médaille d'or au relais 4 × 100 m nage libre aux Jeux olympiques de Los Angeles en 1984
- médaille d'or au relais 4 × 200 m nage libre aux Jeux olympiques de Los Angeles en 1984
- médaille d'or au relais 4 × 100 m quatre nages aux Jeux olympiques de Los Angeles en 1984
- médaille d'argent au 200 m nage libre aux Jeux olympiques de Los Angeles en 1984

### Championnats du monde
- médaille d'or au relais 4 × 100 m nage libre aux Championnats du monde 1986
- médaille de bronze au relais 4 × 200 m nage libre aux Championnats du monde 1986

### Championnats pan-pacifiques
- Tokyo 1985
  -  médaille d'or au 200 m nage libre
  -  médaille d'or au relais 4 × 100 m nage libre
  -  médaille d'or au relais 4 × 200 m nage libre
  -  médaille de bronze au 100 m nage libre